# Mark Worrell
Pour les articles homonymes, voir Worrell (homonymie).
Mark Robert Worrell (né le 8 mars 1983 à Palm Beach Gardens, Floride, États-Unis) est un lanceur de relève droitier des Ligues majeures de baseball. Il est présentement agent libre.

## Carrière
Mark Worrell est drafté au 11e tour de sélection par les Devil Rays de Tampa Bay en 2001 mais ne signe pas avec l'équipe et décide plutôt de s'inscrire à l'Université d'Arizona où il porte les couleurs de l'équipe des Wildcats,. Il passe plus tard à la Florida International University où il porte les couleurs des Golden Panthers et est réclamé en 12e ronde par les Cardinals de Saint-Louis en 2004, signant cette fois un contrat.
Worrell fait ses débuts dans la Ligue majeure de baseball avec les Cardinals le 3 juin 2008. Il dispute quatre parties avec cette équipe, chaque fois comme lanceur de relève, et voit une défaite être portée à sa fiche comme unique décision. Le 4 décembre 2008, les Cardinals échangent Worrell et le lanceur droitier Luke Gregerson aux Padres de San Diego en retour du joueur d'arrêt-court Khalil Greene.
Worrell joue en ligues mineures dans l'organisation des Padres et des Mariners de Seattle avant de se joindre aux Orioles de Baltimore. Il refait surface dans les majeures avec cette dernière, jouant quatre parties en 2011.